# ラ・オピニオン
ラ・オピニオン（La Opinión）はカリフォルニア州ロサンゼルスで発行されているスペイン語の日刊紙。平日の発行部数は約12万部であり、アメリカ合衆国で発行されているスペイン語の新聞のなかで、最多の読者を誇る。

## 沿革
- 1926年9月16日、メキシコからの移民であるIgnacio E. Lozanoによって発行が開始された。